# Mesoleptus exhaustorius
Mesoleptus exhaustorius là một loài tò vò trong họ Ichneumonidae.